# Reptilienzoo Happ
Il Reptilienzoo Happ è uno zoo di Klagenfurt am Wörthersee, in Austria.

## Lo zoo
L’attuale popolazione animale rappresenta una “selezione trasversale” dell’attuale mondo dei rettili. La collezione spazia dal serpente più lungo del mondo, il pitone reticolato, al serpente più velenoso del mondo, il taipan, fino al serpente velenoso più grande del mondo, il cobra reale. Inoltre, vengono presentate diverse specie di lucertole, come i coccodrilli nani e gli iguana rinoceronte. Il fulcro dello zoo sono quei rettili attualmente autoctoni dell’Europa centrale. Essi, insieme a diversi serpenti velenosi e costrittori, vengono allevati nello zoo. Attualmente, su una superficie di circa 4000 m², sono esposti oltre 1000 animali. Nelle aree all’aperto del parco vivono attualmente tartarughe giganti delle Galapagos e delle Seychelles, varie tartarughe acquatiche, lucertole, varani, iguane e serpenti. Uno zoo tattile, un parco dei dinosauri composto da modelli a grandezza naturale e un insettario vengono attualmente offerti come ulteriori attrazioni dello zoo.

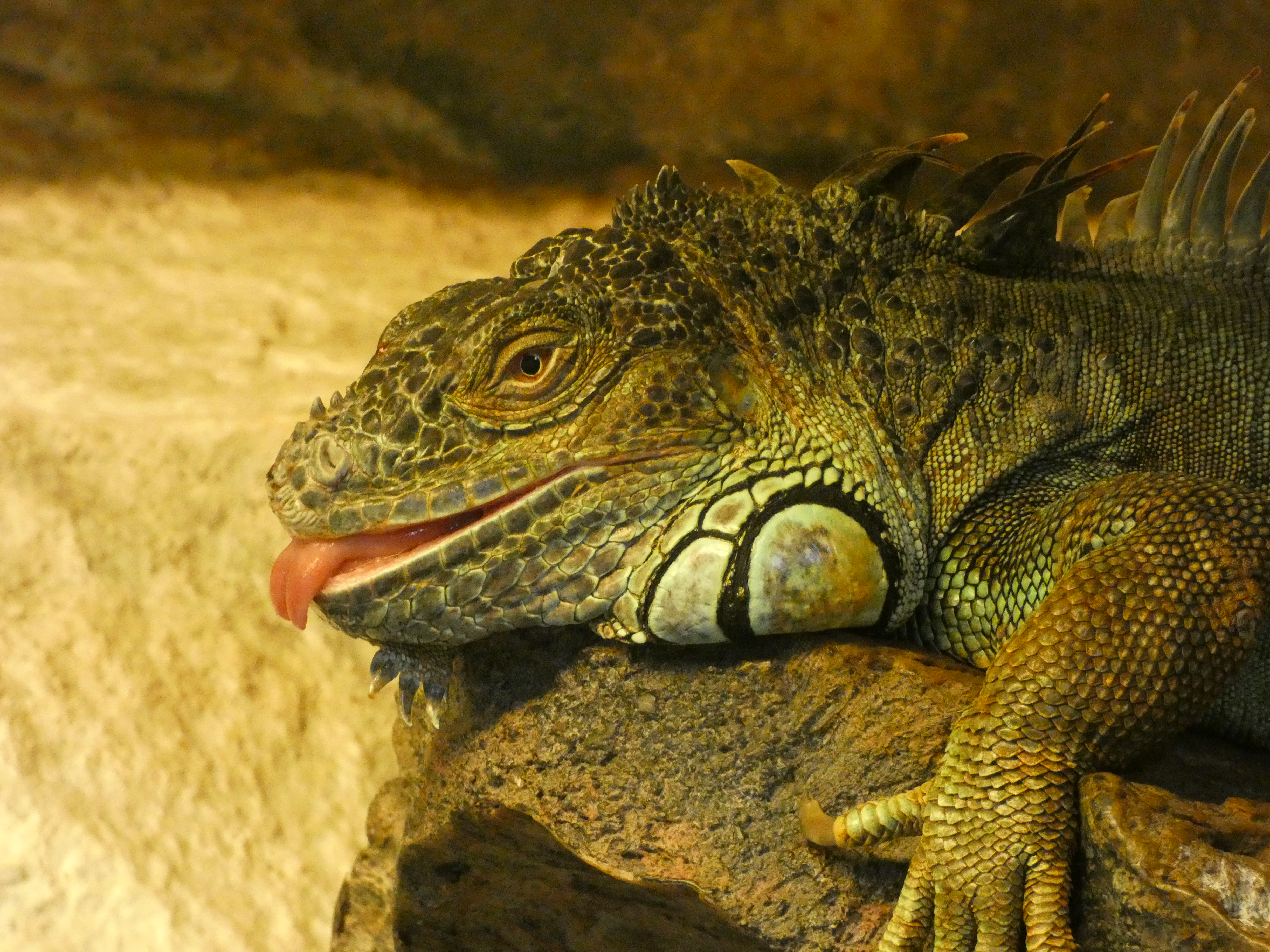
L'esemplare di iguana verde dello zoo

Inoltre, il Rettilario Happ accoglie animali abbandonati. Il personale offre anche assistenza a chi ha problemi con serpenti in casa o in giardino.
Il Rettilario Happ è considerato il più grande rettilario con la maggiore varietà di animali esposti in Austria.

## Storia
Lo zoo è stato fondato il 1 aprile 1976 da Friedrich Happ (1920–2000), che ha così realizzato il sogno della sua vita. Il progetto è stato finanziato prevalentemente con fondi privati dello stesso Happ, ottenuti grazie a conferenze e mostre nei musei di storia naturale. L’obiettivo di Friedrich Happ era quello di sensibilizzare sulla necessità di proteggere i serpenti, cercando di contrastare le paure delle persone nei confronti dei rettili.
Dalla morte di Friedrich Happ nel 2000, la direzione del rettilario è affidata alla moglie, Helga Happ. In futuro, la figlia della coppia, la custode di animali Sabine Happ, dovrebbe assumere la gestione dello zoo.

## Visitatori
Circa 200.000 persone visitano lo zoo ogni anno (di cui 1.000 classi scolastiche).

## Galleria d'immagini

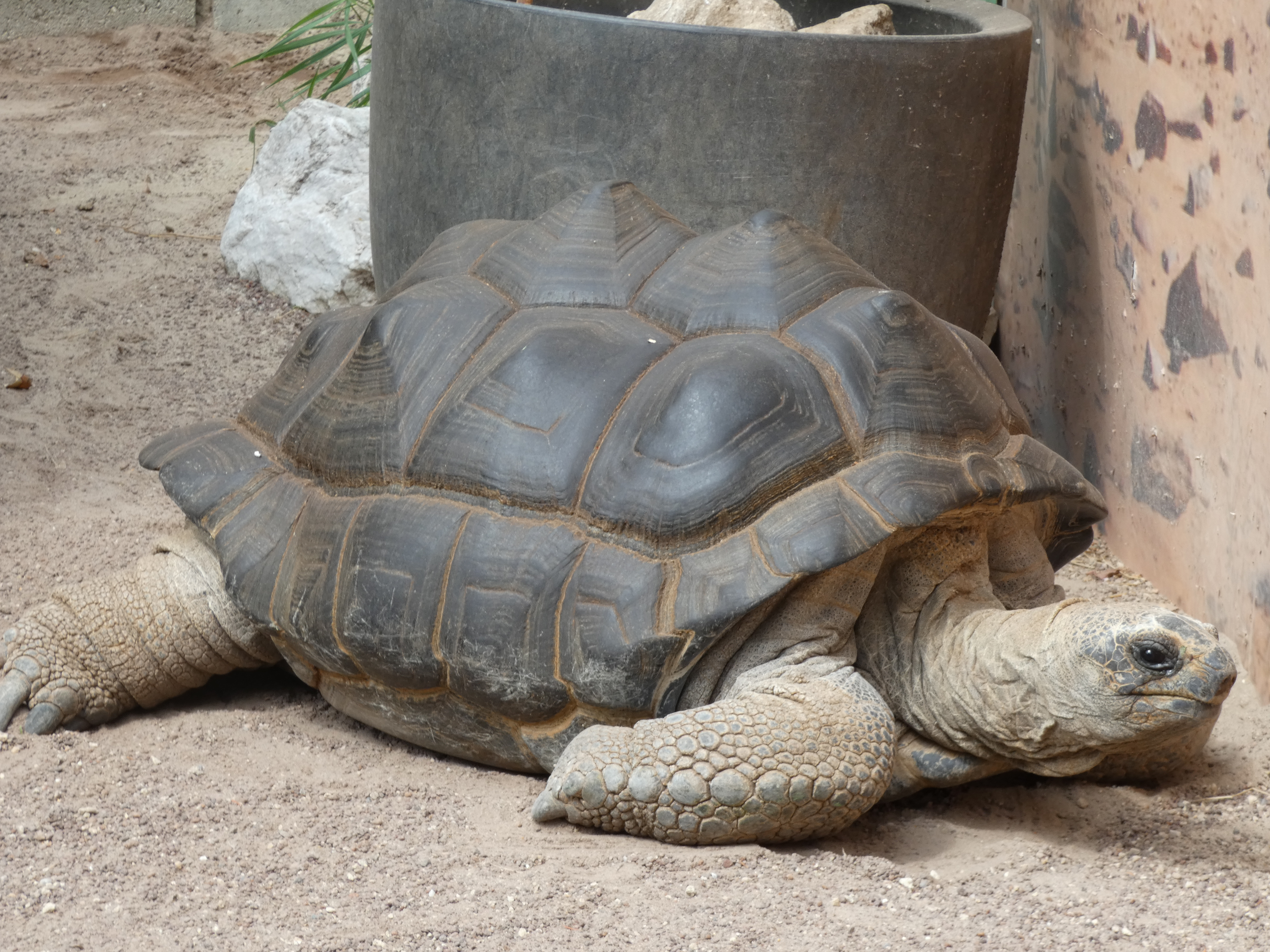
Tartaruga gigante di Aldabra
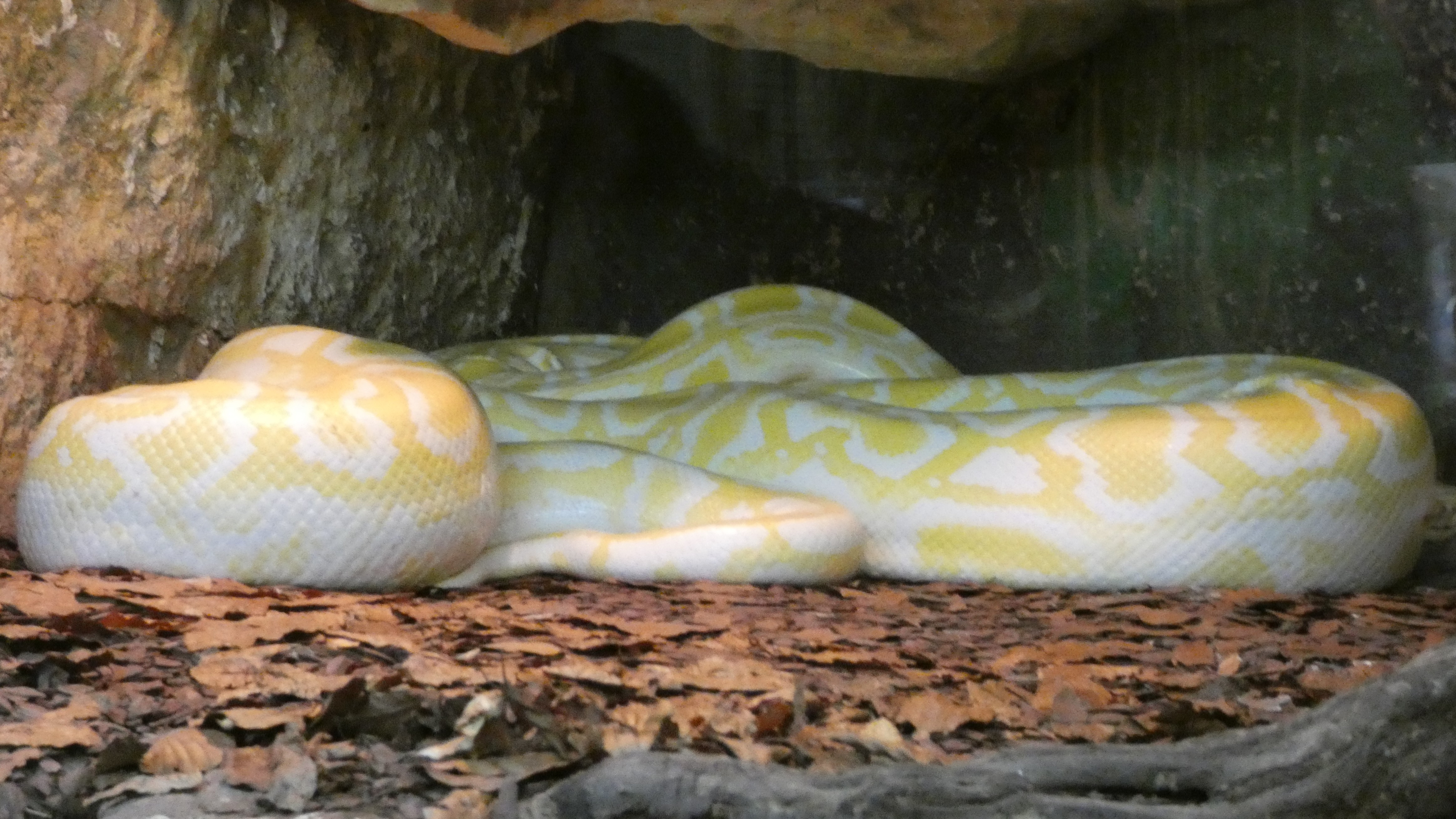
Pitone delle rocce indiano
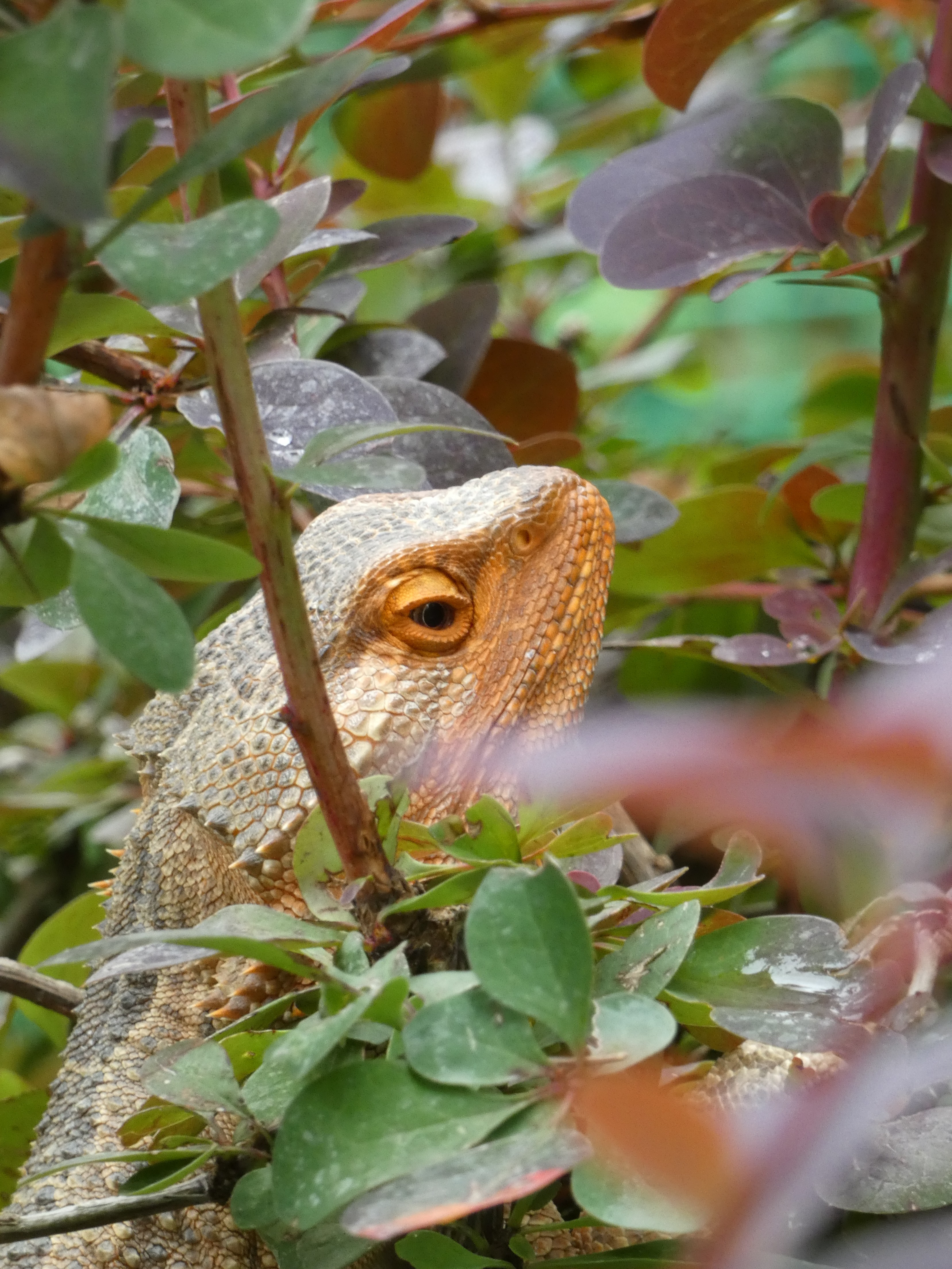
Drago barbuto